# Tyska brunnsplan

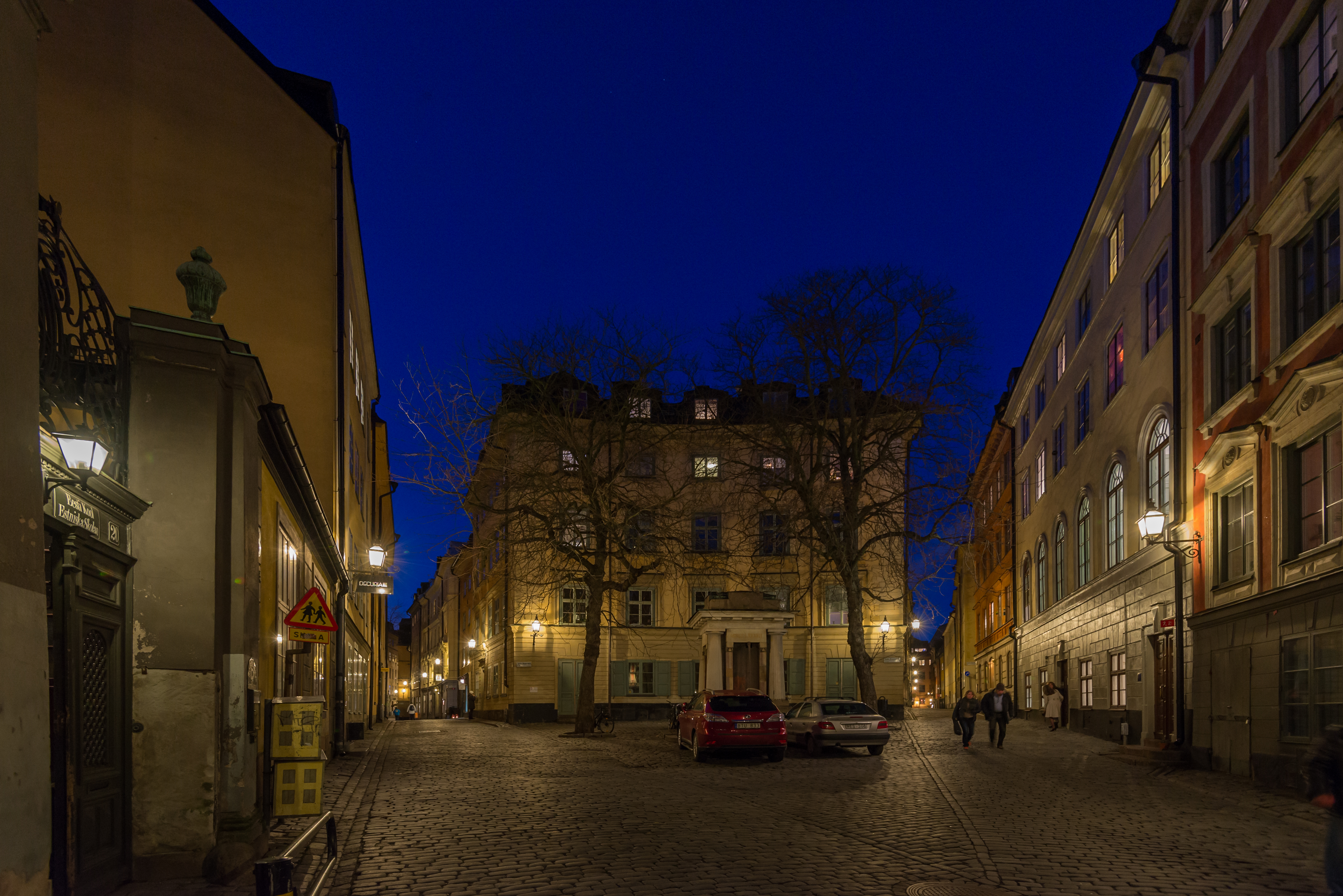
Tyska brunnsplan i januari 2015.

Tyska brunnsplan är en öppen plats i stadsdelen Gamla stan i Stockholm. Tyska brunnsplan ligger i korsningen av Svartmangatan 18 och Själagårdsgatan 19. På platsen finns Tyska brunnen, en av få kvarvarande historiska brunnar i Stockholm.

## Historik

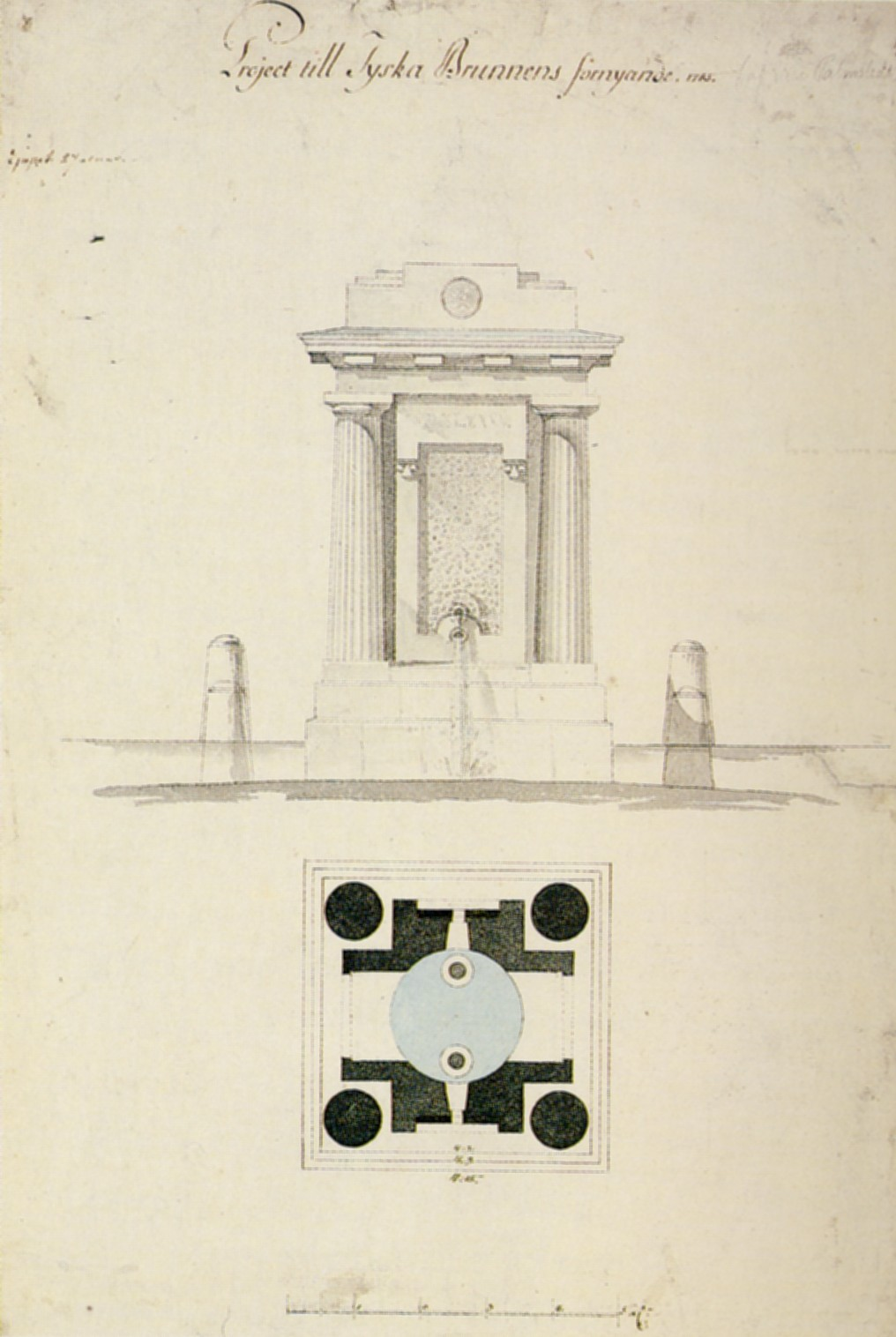
Palmstedts ritning, "Tyska Brunn" 1785.

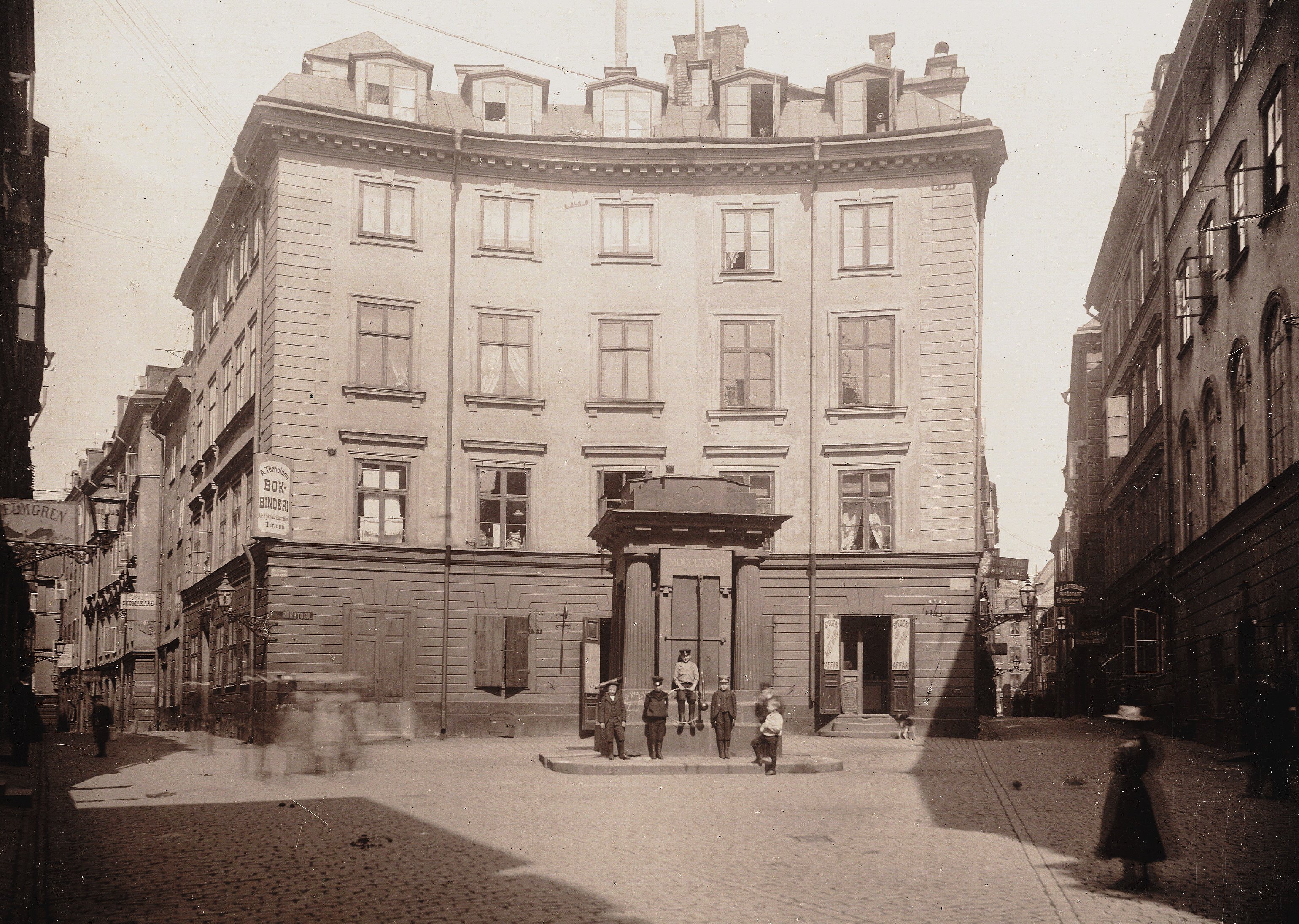
Tyska brunnsplan 1901.

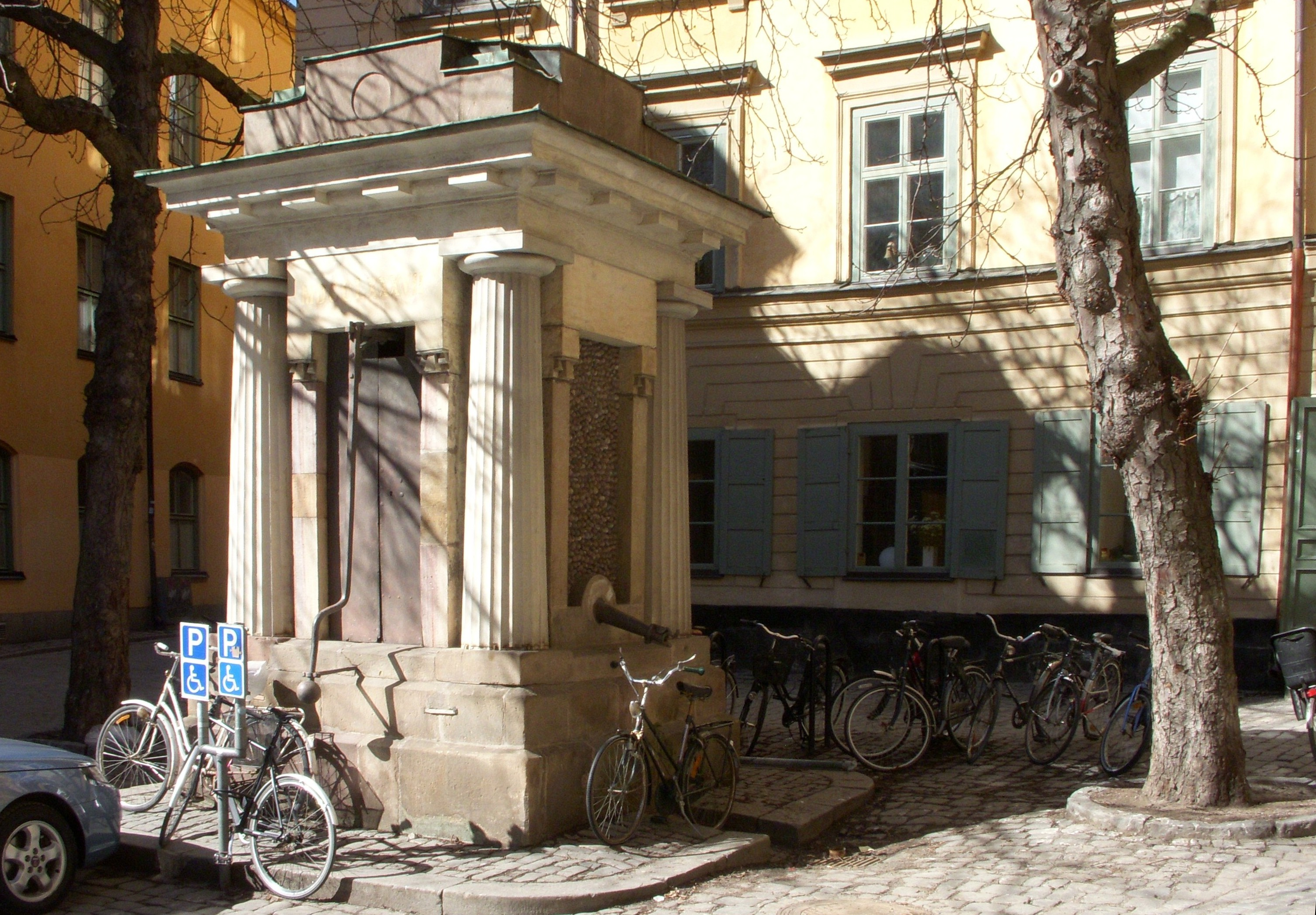
Tyska brunnen i april 2010.

Namnet "Tyska Brunn" finns dokumenterad redan 1649 och 1728. År 1783 anlades här en vändplats för brandförsvarets häst och vagn, som krävde att spetsen på kvarteret Cygnus måste kapas. Fyra år senare uppfördes nuvarande "Tyska brunnen" efter ritningar av vicestadsarkitekt Erik Palmstedt. Här kunde allmänheten hämta dricksvatten och brandförsvaret släckvatten.[källa behövs]
Ritningen som bär rubriken "Project till Tyska Brunnens förnyande" upprättades av honom 1785. Brunnen gestaltade han som ett litet tempel med fyra kolonner i dorisk ordning. Palmstedt ritade flera stora brunnar och pumpar i staden, bland dem Stortorgsbrunnen. Han gav platsen även den utformningen som den fortfarande har. 
Utformningen av huset med adress Tyska brunnsplan 1–3 var resultatet av att kvarteret Cygnus ändrades i samband med att vändplatsen anordnades. Även här var Palmstedt arkitekt. Han förenade två smala gavelspetsar till en konkav nyantik fasad. Av fönstrens olika storlek framgår att det ursprungligen var två olika hus.
Tyska brunnen renoverades 2002 av Stockholm Vatten. Den lilla vattenstrålen som sommartid rinner ur brunnen skall ge sken av att den fortfarande fungerar men vattnet kommer från Stockholms allmänna vattenledningsnät.[källa behövs]